# Benedek György (szobrász)
Benedek György (Budapest, 1934. november 6. – Budapest, 2022. január 29.) Munkácsy Mihály-díjas magyar festő, szobrász. A Magyar Művészeti Akadémia rendes tagja (2013).

## Életútja
A második világháborúban elvesztette édesapját, mint diák 24 éves koráig édesanyjával élt. Felsőfokú tanulmányokat a Képzőművészeti Főiskolán folytatott, ahol Bernáth Aurél és Kmetty János voltak a mesterei. 1960-ban diplomázott, 1964–1967 közt Derkovits Gyula képzőművészeti ösztöndíjban részesült, 1968–71 közt a Fiatal Képzőművészek Stúdiójának elnöke. Sok tapasztalatot szerzett külföldön is, tanulmányúton járt a Szovjetunióban, Ausztriában, Olaszországban, az Egyesült Királyságban, Csehszlovákiában és Bulgáriában.
Jelesek korai grafikái, freskói, köztük a Cantata Profana (Művelődési Ház, Füzesabony, 1973), de érdeklődése egyre inkább a szobrászat felé fordult, ezen belül is a történelmi és emlékmű-szobrászathoz, megalkotta Szántó Kovács János bronz szobrát (Jókai tér, Budapest, 1978), Bartók Béla portrészobrát bronzból (Lincoln Center, New York, 1984); Liszt Ferenc portrészobrát Mexikóváros Zeneakadémiájának 1987-ben. Közgyűjtemények őrzik műveit, köztük a Magyar Nemzeti Galéria, a debreceni Déri Múzeum.

## Munkássága
Az 1980-as, az 1990-es években, 2000-es években is számos köztéri szobor alkotására kapott megbízást hazánkban, köztük:
- Zene-faintarzia kompozíció (Budafoki Művelődési Központ, 1983)
- Ifjúsági díszkút (Békés, Múzeumkert, 1984)
- Holló László portrédombormű és sztélé (bronz, Holló László emlékház, Debrecen, 1987)
- Bezerédj István mellszobor (Szedres, Hősök tere, 1989)
- Címer a Valkó-kilátón (Fonyód) 1991.
- Hannuka gyertyatartó (mészkő, Nagykőrös, 1992)
- I. és II. világháborús emlékműveket formázott (Fonyód, Derecske, 1994; Kalocsa, 2000)
- Szilágyi Levi egész alakos szobra (bronz, 1996)
- Megformázta Bálványos Huba, Emilió, Bernáth Aurél, stb. portréit.
- 2008 és 2010 között Kalocsán felavatták az 1848-as első felelős magyar kormány, a Batthyány-kormány tagjairól készített portrészobrait (alább a nevek mellett a szobrok felavatásának időpontja szerepel):
- Batthyány Lajos (2008)
- Deák Ferenc (2009)
- Eötvös József (2010)
- Esterházy Pál (2010)
- Klauzál Gábor (2010)
- Kossuth Lajos (2009)
- Mészáros Lázár (2010)
- Széchenyi István (2009)
- Szemere Bertalan (2009)[5]

## Díjak, elismerések (válogatás)
- Munkácsy Mihály-díj (1978)
- Érdemes művész (1987)
- MSZOSZ-díj (1994)

## Galéria

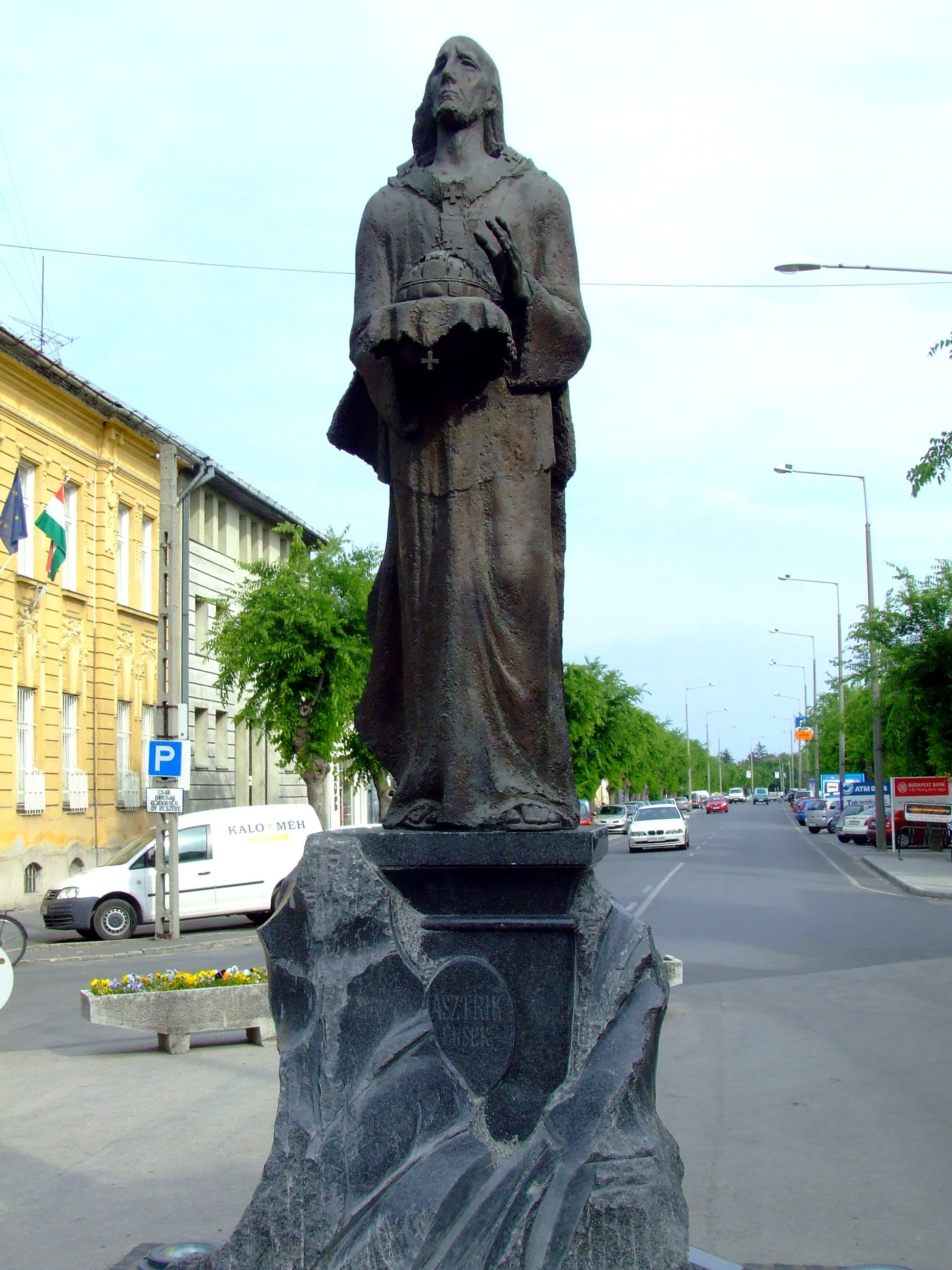
Szent Asztrik szobra Kalocsán (2000)
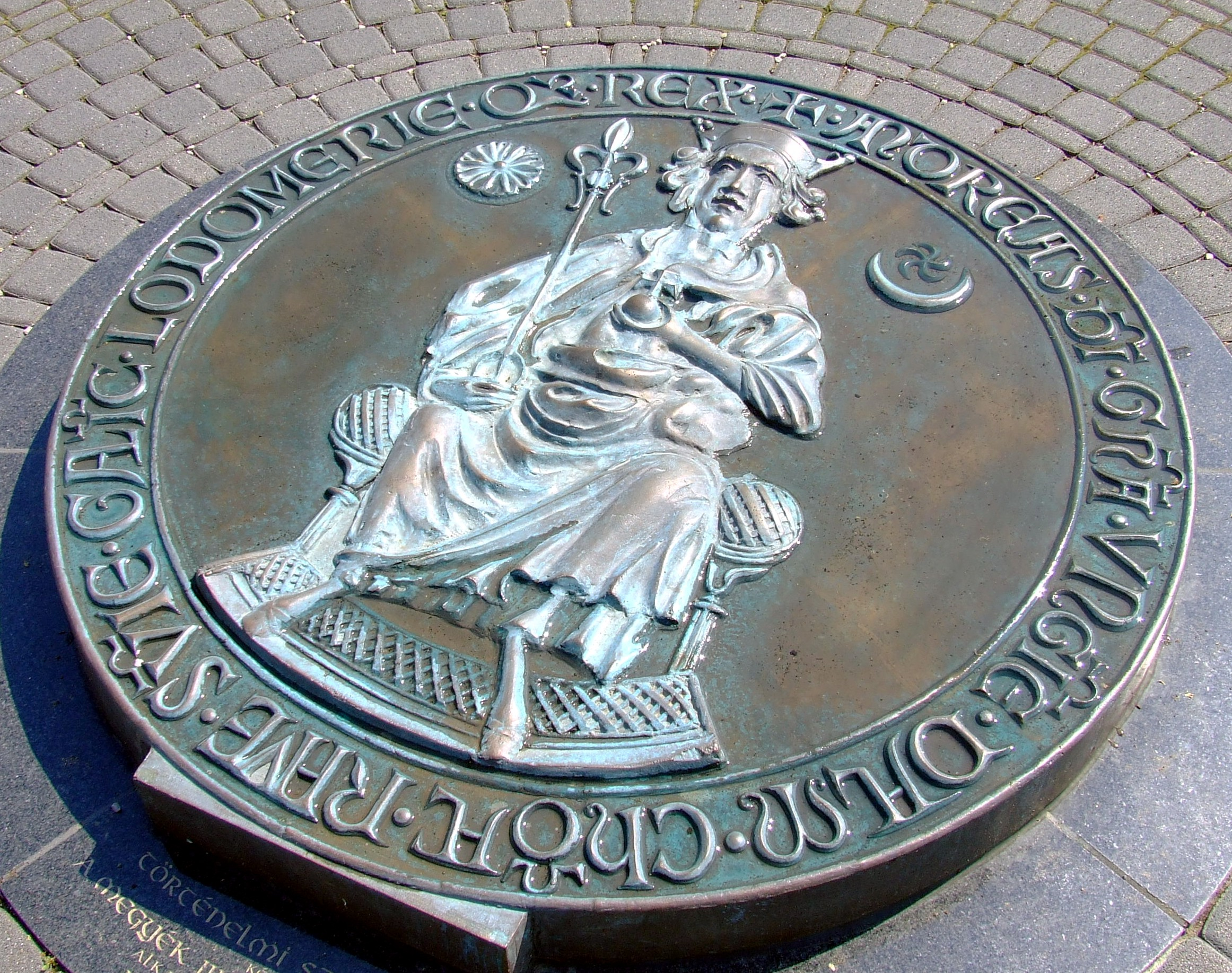
Aranybulla-emlék Ópusztaszeren (2001)
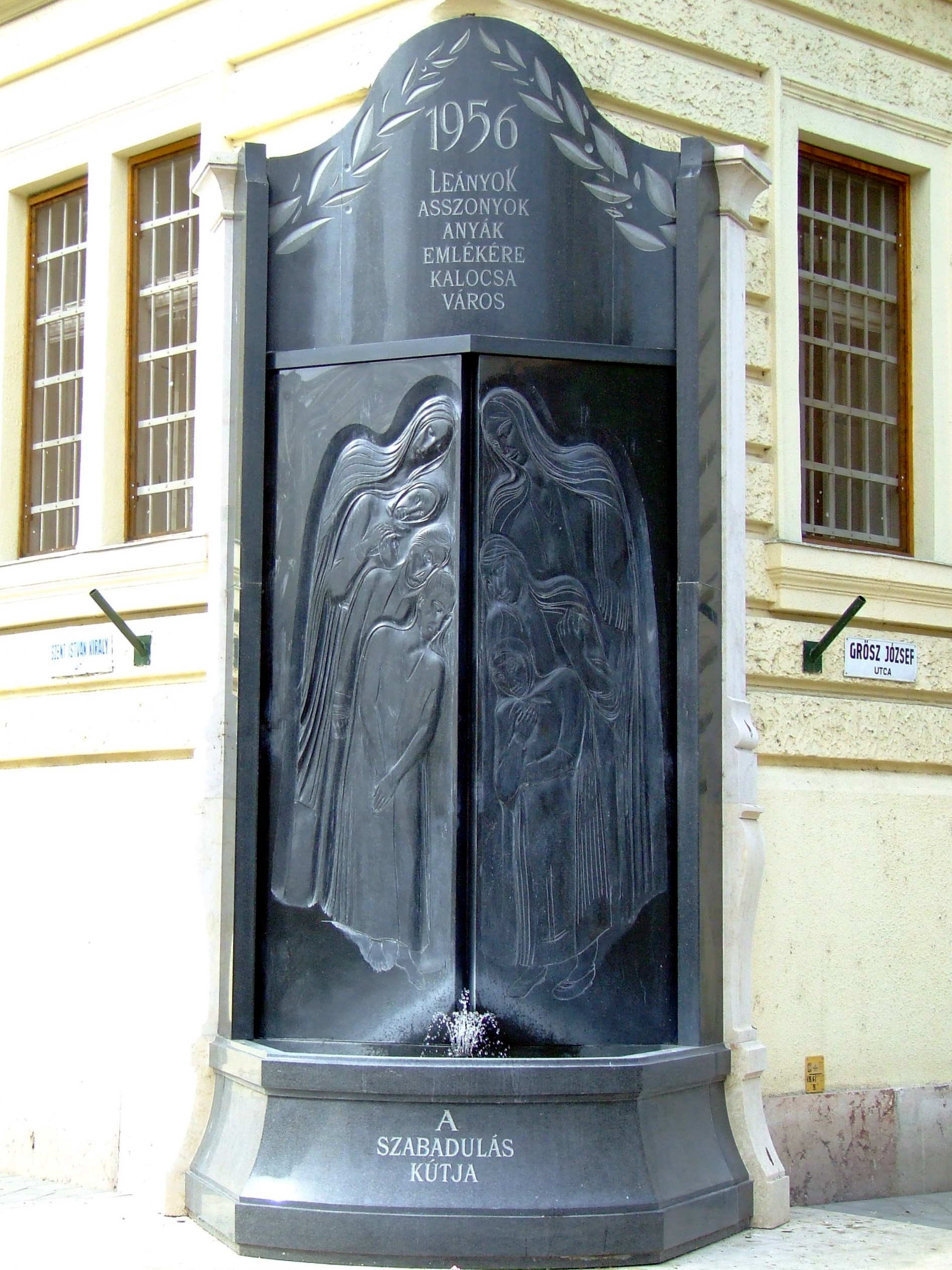
A Szabadulás kútja Kalocsán (2006)